# Ecorse
Ecorse – miasto w Stanach Zjednoczonych, w stanie Michigan, w hrabstwie Wayne.